# Carl Bezold
Carl Bezold (født 18. maj 1859 i Donauwörth, død 21. november 1922) var en tysk forfatter, assyriolog og orientalist. 
Bezold studerede østerlandske Sprog i München, Strassburg og Leipzig, hvor han tog Doktorgraden i 1881 med en afhandling om Darius I’s indskrift ved Behistan, studerede derpå i flere år i den assyriske samling i British Museum, hvis direktion i 1888 gav Bezold det hverv at beskrive de tavler med Kileskrift, som ved Layard’s Udgravninger var fundne paa Højen Kujundshik i Ninive, og som nu findes i London. Af tavlerne, hvoraf de fleste kun var til stede i brudstykker, skulde indholdet angives for hver enkelt; Værket, "Catalogue of the Cuneiform Tablets in the Kouyounjik Collection" udkom mellem 1889—99 i 5 Bind (6. Bd ved King 1914). Bezold oversatte også tavlerne fra Tell-el-Amarna. Oversættelsen, der bærer direktøren Dr. Budge’s navn, skyldes Bezold og udkom i 1892. I 1893 udgav Bezold "Oriental Diplomacy", der behandler samme fund. 
I 1894 kaldtes Bezold til Heidelberg, hvor han siden som professor har holdt forelæsninger over det Assyriske og Etiopiske sprog. I 1897 blev Bezold tillige direktør for det orientalske seminar i Heidelberg. I 1886 udgav Bezold en fortrinlig oversigt over oldassyrisk og oldbabylonsk litteratur. Bezold er med professor Hommel grundlægger af »Zeitschrift für Keilschriftforschung« (1884), senere kaldt »Zeitschrift für Assyriologie« (1886—1915). Bezold udgave »Semitische Studien« (1894—1914), 2. udgave af Dillmanns »Grammatik der äthiopischen Sprache« osv. Bezold samlede i årevis materiale til en fuldstændig assyrisk ordbog (Thesaurus). Måske under indtrykket af den ublide modtagelse nogle prøveark fik, opgav han sin kæmpe plan og udarbejdede i stedet sit »Babylonisch-Assyrisches Glossar«, som blev udgavet efter hans død af hans hustru Adele Bezold og Albr. Götze (Heidelberg 1926).